# Rajd Dakar 2003
Rajd Dakar 2003 (Rajd Paryż – Dakar 2003) – dwudziesta piąta edycja terenowego Rajdu Dakar, która odbyła się na trasie Marsylia – Szarm el-Szejk. Rajd rozpoczął się 1 stycznia i trwał do 19 stycznia. Trasa rajdu wynosiła 8552 km. Na trasie 10. etapu doszło do wypadku gdzie zginął na miejscu francuski kierowca Bruno Cauvy, Cauvy prawdopodobnie nie zapanował nad kierownicą i wywrócił się na wydmach. W kategorii samochodów tryumfował Japończyk Hiroshi Masuoka, zaś w kategorii motocykli po raz trzeci – Francuz Richard Sainct.